# Peerapong Punyanumaporn
Peerapong Punyanumaporn (thailändisch พีรพงศ์ ปัญญานุมาภรณ์, * 6. Januar 1996 in Suphanburi) ist ein ehemaliger thailändischer Fußballspieler.

## Karriere
Peerapong Punyanumaporn spielte bis Mitte 2017 beim Erstligisten Pattaya United in Pattaya. Nach der Hinrunde wechselte er zum Zweitligisten Bangkok FC nach Bangkok. Am Ende der Saison belegte der Club den 17. Tabellenplatz der Thai League 2 und stieg somit in die dritte Liga ab. 2018 unterschrieb er einen Vertrag beim Erstligisten Muangthong United. Der Club aus Pak Kret, einen nördlichen Vorort der Hauptstadt Bangkok, spielte in der ersten Liga des Landes, der Thai League. 2020 lieh ihn der Zweitligist Udon Thani FC aus Udon Thani aus. Für Udon stand er dreizehnmal in der zweiten Liga auf dem Spielfeld. Direkt im Anschluss wurde er Ende Dezember 2020 an den Erstligisten Suphanburi FC aus Suphanburi ausgeliehen. Für Suphanburi absolvierte er zwei Erstligaspiele. Nach der Ausleihe kehrte er Ende Mai 2021 zu Muangthong zurück. In der Hinrunde 2021/22 kam er für Muangthong zweimal in der ersten Liga zum Einsatz. Zur Rückrunde 2021/22 wechselte er wieder auf Leihbasis zum Zweitligisten Trat FC. Für den Klub aus Trat bestritt er acht Zweitligaspiele. Nach der Ausleihe kehrte er im Mai 2022 zu Muangthong zurück. Nach insgesamt sechs Ligaspielen für Muangthong wurde sein Vertrag im Sommer 2024 nicht verlängert. Anfang August 2024 verpflichtete ihn der Zweitligist Suphanburi FC. Am Ende der Saison 2024/25 musste er mit Suphanburi in die dritte Liga absteigen. Nach dem Abstieg beendete er im Sommer 2025 seine Karriere als Fußballspieler.